# ББЛ
SyncSplint е дентален апарат, създаден за използване в ортодонтията заедно с прозрачни алайнери. Устройството е разработено за да подобрява синхронизацията между горна и долна челюст и за да съкращава времето за лечение в сравнение само с алайнери. SyncSplint е представян на международни ортодонтски конгреси, включително Европейското общество за алайнери (EAS) в Порто 2022 г. и Италианското дружество по ортодонтия (SIDO) във Флоренция 2022 г.

## Общ преглед
SyncSplint представлява подковаобразна шина, която покрива едновременно горната и долната челюст и се носи заедно с алайнерите. Изработва се по дигитален път – чрез вътречерепно сканиране, виртуален ортодонтски сетъп и 3D принтиране. Уредът прилага допълнителни контролирани сили между двете челюсти, докато алайнерите стабилизират зъбите и предотвратяват свръхкорекция. Пациентите използват SyncSplint заедно с алайнерите поне 60 минути дневно.

## Развитие
Концепцията е разработена от екип, свързан с Dentalign и Медицински университет – София, включително доц. д-р Мирослава Динкова и Орлин Атанасов. „SyncSplint“ е регистрирана търговска марка.  
Патентната защита е заявена международно. Приоритетната заявка е подадена в България под номер BG 113539. На нея се основава международната заявка PCT/BG2023/000014 (23 май 2023), публикувана от WIPO под номер WO 2023/225724 A1. Национални етапи включват заявка в САЩ – US 18/865,101 (12 ноември 2024), със заглавие Method and Apparatus for Orthodontic Treatment, както и заявка пред Европейското патентно ведомство.

## Клинични приложения
- Ускоряване на лечението: SyncSplint прилага междучелюстни сили в допълнение към алайнерите и намалява общата продължителност на терапията.
- Синхронизация на челюстите: апаратът координира движенията между горната и долната челюст, подобрявайки оклузията.
- Подпомагане на ажустиранията: SyncSplint улеснява първоначалното напасване на всеки следващ алайнер.
- По-сложни случаи: при по-тежки малоклузии може да се използват повече от един SyncSplint.

В акредитирани курсове са представени завършени случаи с лечение за около шест месеца (12–14 алайнера на челюст + SyncSplint), както и по-дълги протоколи от 12–15 месеца, завършващи със снемаеми или фиксирани ретайнери.

## Признание

### Европейско общество за алайнери (EAS)
През юли 2022 г. концепцията SyncSplint е представена като постер на срещата на Европейското общество за алайнери в Порто, Португалия. Орлин Атанасов получава сертификат за постер за научен принос.

### Италианско дружество по ортодонтия (SIDO)
През октомври 2022 г. SyncSplint е представен на конгреса на SIDO във Флоренция, Италия. Постерът показва, че паралелното използване на алайнери и SyncSplint съкращава лечението и намалява нуждата от довършителни алайнери.

### Акредитирани курсове
През 2024 г. SyncSplint е включен в акредитирани модули за обучение на ортодонти под ръководството на доц. д-р Мирослава Динкова. Представени са завършени клинични случаи с ускорени и синхронизирани резултати.

## Технология
SyncSplint се произвежда чрез CAD/CAM процеси. Дигиталните модели се използват за изработка на апарата чрез 3D печат от биосъвместими материали.

## Контекст в ортодонтията
Прозрачните алайнери са широко използван метод в съвременната ортодонтия, но имат ограничения като по-дълго време на лечение и по-слабо междучелюстно взаимодействие в сравнение с брекети. Често се използват атачмънти за по-добър контрол. SyncSplint е предложен като допълнителен апарат, осигуряващ контролирани междучелюстни сили без обширна употреба на атачмънти.

## Вижте още
- Ортодонтия#Алайнери
- Ортодонтия
- Триизмерен печат